# گلنکو (لوئیزیانا)
گلنکو (به انگلیسی: Glencoe) شهری در ایالت لوئیزیانا کشور ایالات متحده آمریکا است که جمعیت آن در سرشماری سال ۲۰۱۰ میلادی، ۲۱۱ نفر بوده‌است.